# Aulopus filamentosus
Aulopus filamentosus is een straalvinnige vissensoort uit de familie van draadzeilvissen (Aulopidae). De wetenschappelijke naam van de soort is voor het eerst geldig gepubliceerd in 1792 door Bloch.